# Baron Abinger

Wappen der Barone Abinger

Baron Abinger, of Abinger in the County of Surrey and of the City of Norwich, ist ein erblicher britischer Adelstitel in der Peerage of the United Kingdom.

## Verleihung
Der Titel wurde am 12. Juni 1835 für den Juristen und Politiker sowie Lord Chief Baron of the Exchequer Sir James Scarlett geschaffen.
Heutiger Titelinhaber ist seit 2002 dessen Ur-ur-urenkel James Scarlett als 9. Baron.

## Liste der Barone Abinger (1835)
- James Scarlett, 1. Baron Abinger (1769–1844)
- Robert Scarlett, 2. Baron Abinger (1794–1861)
- William Scarlett, 3. Baron Abinger (1826–1892)
- James Scarlett, 4. Baron Abinger (1871–1903)
- Shelley Scarlett, 5. Baron Abinger (1872–1917)
- Robert Scarlett, 6. Baron Abinger (1876–1927)
- Hugh Scarlett, 7. Baron Abinger (1878–1943)
- James Scarlett, 8. Baron Abinger (1914–2002)
- James Scarlett, 9. Baron Abinger (* 1959)

Voraussichtlicher Titelerbe (Heir Presumptive) ist der Bruder des aktuellen Titelinhabers, Hon. Peter Scarlett (* 1961).